# Богородско-Казанская церковь (Творогово)
 Богородско-Казанская церковь  — православный храм в селе Творогово Кабанского района Бурятии, один из памятников русской архитектуры начала XIX века в Прибайкалье. Церковь была «заложена в 1809 году и отстроена в 1811 году усердием боголюбивых дателей в селе 
Творогово».

## История
Двухэтажная каменная церковь построена в 1811 году.
В храме два престола: «тёплый»,  в нижнем этаже, во имя Святой Мученицы Параскевы (освящён в 1811); «холодный», в верхнем этаже, во имя Иконы Казанской Божией Матери (освящён в 1835).
Алтарь в плане не гранёный, а полукруглый. Кровлю главного купола по синему фону украшали звёзды. Сооружение возведено из кирпича на бутовом фундаменте. Перекрытия первого этажа деревянные, второго — сводчатые. Крыши железные. Богородско-Казанская церковь построена в стиле русского классицизма.